# Quatuor Melos
Le Quatuor Melos (Melos Quartett en allemand) est un quatuor à cordes allemand fondé en 1965 et dissous en 2005.

## Historique
Le Quatuor Melos est fondé en 1965 à Stuttgart et remporte dès 1966 plusieurs distinctions internationales, au Concours Villa-Lobos de Rio de Janeiro, en représentant l'Allemagne au Congrès mondial des Jeunesses musicales à Paris et en étant 2e prix au Concours international d'exécution musicale de Genève,.
Le nom « Melos » signifie « musique » en grec, et en allemand « ligne de chant ». C'est aussi une contraction du nom de deux des membres du quatuor (Melcher und Voss),.
En 1968, l'ensemble effectue des tournées dans plusieurs pays d'Europe et donne dès l'année suivante plus de cent concerts à travers le monde.
En 1969, le quatuor Melos signe son premier contrat avec Deutsche Grammophon.
En 1970, le quatuor remporte le 1er prix de la Stiftung Streichquartett. Cinq ans plus tard, ses quatre membres sont nommés professeurs à la Hochschule für Musik de Stuttgart.
Le répertoire de ce quatuor était surtout centré sur Beethoven (leur première intégrale de ce compositeur a été enregistrée entre 1968 et 1970 chez Intercord) mais il s'étendait de Haydn à Chostakovitch, en passant par Mozart et la Seconde école de Vienne — Schönberg, Berg, Webern. 
En mars 2005, la mort soudaine du premier violon Wilhelm Melcher en pleine tournée d'adieux entraîne la cessation d'activité du quatuor. 

## Membres
Les membres du Quatuor Melos étaient :
- premier violon : Wilhelm Melcher (en) (1940-2005) ;
- second violon : Gerhard Voss (de) (né en 1939), de 1965 à 1993 ; Ida Bieler (en), depuis 1993 ;
- alto : Hermann Voss (en) (né en 1934) ;
- violoncelle : Peter Buck (de) (né en 1937), fils de Paul Buck.

## Créations
Le Quatuor Melos est le créateur de plusieurs œuvres, de Wolfgang Fortner (Quatuor no 4, 1977), Hans-Jürgen von Bose (Quatuor no 2, 1978), Hans Georg Pflüger (de) (Quatuor, 1985), notamment.

## Discographie
Parmi l'importante discographie du Quatuor Melos se distinguent en particulier quatre intégrales enregistrées pour Deutsche Grammophon : celle des quatuors de Schubert, gravée entre 1971 et 1974 (Grand Prix du Disque), celle des six quatuors de Cherubini, entre 1973 et 1975 (Grand Prix du Disque et Prix mondial du Disque de Montreux), celle des quatuors de Mendelssohn, entre 1978 et 1982 (Prix du Disque allemand), ainsi que leur deuxième version des quatuors de Beethoven, entre 1983 et 1985. 
Comme autres enregistrements remarquables pour DG figurent dix quatuors à cordes et six quintettes à cordes (avec Franz Beyer ou Piero Farulli) de Mozart, le Quintette à cordes de Schubert avec Mstislav Rostropovitch, les Quintettes avec guitare de Boccherini avec Narciso Yepes, trois quatuors de Kodály, Bartók et Leó Weiner, les trois quatuors de Brahms et Schumann, ainsi qu'un disque regroupant le Quatuor de Debussy et celui de Ravel.  
Chez Decca, le Quatuor Melos a enregistré les deux quatuors avec piano de Mozart avec Georg Solti. Chez les labels Intercord et Turnabout, au début de leur carrière dans les années 1960, ils ont enregistré leur première intégrale des quatuors de Beethoven, un florilège de quatuors de Haydn, le Quintette à cordes de Bruckner avec Enrique Santiago, des quatuors de Smetana et Janáček, la Sérénade italienne de Wolf, le Quintette avec clarinette de Mozart et des Fugues de Jean-Sébastien Bach.  
Chez Harmonia Mundi, au cours des années 1990, ils ont gravé les deux quatuors de Janáček, deux quintettes de Brahms avec Gérard Caussé et Michel Portal, une nouvelle version des derniers quatuors et du quintette de Schubert, avec Wolfgang Boettcher, deux quintettes et quatre quatuors de Dvořák, avec Gérard Caussé et Karl Engel, les quatuors de Sibelius et de Verdi.  